# Semiothisa papuensis
Semiothisa papuensis là một loài bướm đêm trong họ Geometridae.